# Šturm
Šturm je priimek več znanih Slovencev:
- Ana Šturm, cinefilka, fimska kritičarka, urednica
- Andrej Šturm (*1995), kolesar
- Breda (Laura) Sturm (Sturm), arhitektka, likovna umetnica, ilustratorka
- Danijel Šturm (*1999), nogometaš
- Franc Šturm (1881—1944), jezikoslovec/filolog romanist, univ. profesor, prevajalec
- Franc Šturm ml. (1912—1943), pianist, skladatelj, dirigent, partizan
- Franc Šturm, radiestezist, raziskovalec biopolja, publicist
- Gorazd Šturm (1951—1984), vojaški pilot, gorski reševalec
- Jadranka Šturm Kocjan (*1952), političarka
- Jaka Šturm (*1999), hokejist
- Jani Šturm (*1982), nogometaš in trener
- Jože Šturm (1925—1995), športni pedagog, univ. profesor
- Klemen Šturm (*1994), nogometaš
- Leopolda Šturm (por. Menart) (1895—1944), igralka
- Lepša Šturm (1925—2023), bibliotekarka
- Lovro Šturm (1938—2021), pravnik, univ. profesor in politik
- Marjan Šturm (1923—2001), inž. gradbeništva (vodogradbenik)
- Marko Šturm (*1966), hokejist
- Marko Šturm Bico, bas-kitarist
- Milica Šturm (*1939), književnica in pravnica
- Rado Šturm (1893—1960), agronom, fitopatolog, bibliograf
- Rado Šturm (1920—2016), pravnik, predavatelj
- Rok Šturm, biolog, entomolog
- Roman Šturm (*1965), strokovnjak za tehnologijo materialov, prof. FS UL
- Rudi Šturm (1926—1982), amaterski slikar, portretist
- Rudolf Šturm (1889—1984)
- Sašo Šturm, vodja odseka za nanostrukturne materiale IJS, prof. dr.
- Simona Šturm (*1971), rokometašica
- Tanja Orel Šturm, predsednica Sveta za kulturno sodelovanje Sveta Evrope, diplomatka
- Tine Šturm (*1994), igralec futsala
- Tomaž Šturm (*1975), pesnik
- Vida Šturm (1911—1995), romanistka, prevajalka, bibliotekarka. lektorica, predavateljica